# 薛祥
薛 祥（せつ しょう、? - 1381年）は、元末明初の官僚。字は彦祥。本貫は無為州無為県。

## 生涯
兪通海に従い、朱元璋に帰順した。長江を渡り、水寨管軍鎮撫となった。たびたび征戦に従って功績があった。1368年（洪武元年）、河南で水運を監督し、夜半に蔡河にさしかかった。反乱者たちが集まってきたが、薛祥は動揺せず、好語で諭してこれを解散させた。洪武帝（朱元璋）に喜ばれ、京畿都漕運使に任じられ、淮安を管轄した。揚州から済州にかけて数百里にわたって、運河を浚渫して堤防を築いた。功労のあった者を奏上して、官位を授与させた。元の大都が陥落して、官民が南に移されると、薛祥はその途上にあたる淮安で多くの人々を助けた。山陽・海州で民衆反乱が起こり、駙馬都尉の黄琛が事後の追及にあたったが、誤って逮捕される者が多かった。薛祥が調査にあたり、証拠のなかった者はみな釈放された。淮安を統治すること8年、任期を満了して南京に帰るにあたっては、官民が香を焚いて、その再来を願い、かれの肖像を祀った。
1375年（洪武8年）、工部尚書に任じられた。中都鳳陽府に宮殿を造営するにあたって、洪武帝の座する殿中の屋上に武装した兵の人形が仕込まれていたことが発覚した。太師の李善長は工匠たちが厭鎮の呪法を用いていたと上奏したので、洪武帝は工匠たちを全員殺そうとした。薛祥は交替で不在だった工匠や鉄石を扱う工匠たちはみな関与していなかったとして、その生命を助けた者は千を数えた。また宮殿を造営した中匠を役人が間違えて上匠と報告していた例があったが、洪武帝は怒りに目がくらんでいたため、棄市を命じた。薛祥は洪武帝の側近にあって、「事実に即さないことで人を殺せば、不法なるを恐れます」と言って争い、腐刑を用いるよう進言した。薛祥はしばらくして「腐刑は人の尊厳を奪うものです。工匠に対しては杖罰を用いるのがよいでしょう」と上奏した。洪武帝はこれを許可した。
1376年（洪武9年）、天下の行省が承宣布政使司に改められると、要地である北平が薛祥に任された。薛祥は3年の統治で第一の成績とされた。胡惟庸に憎まれ、建造の労役で民衆を苦しめた罪に問われ、嘉興府知府に左遷された。1380年（洪武13年）、胡惟庸が処刑されると、薛祥は再び召し出されて工部尚書となった。洪武帝が「讒臣がおまえを害したのに、何も言わないのか」と訊ねると、薛祥は「臣は知りません」と答えた。1381年（洪武14年）10月、罪に問われて杖罰を受けて死んだ。薛祥の子4人は瓊州に流され、瓊山県に籍を移した。